# Heliographa xanthisma
Heliographa xanthisma är en tvåvingeart som beskrevs av Shinonaga och Adrian C. Pont 1988. Heliographa xanthisma ingår i släktet Heliographa och familjen husflugor. Inga underarter finns listade i Catalogue of Life.